# Karl Emil Franzos
Karl Emil Franzos (n. 25 octombrie 1848, Ciortkiv, Regatul Galiției și Lodomeriei, Imperiul Austriac – d. 28 ianuarie 1904, Berlin, Imperiul German) a fost un popular romancier austriac de la sfârșitul secolului al XIX-lea. Acțiunea operelor sale, atât reportaje, cât și ficțiune, are loc în colțul multietnic format de Galiția, Podolia și Bucovina, teritorii aflate acum în mare parte în Ucraina, unde se ciocneau interesele habsburgice și rusești. Această zonă a devenit asociată atât de strâns cu numele lui, încât un critic a numit-o „țara Franzos”. Mai multe dintre cărțile sale au fost traduse în limba engleză, iar primul ministru britanic Gladstone a fost unul dintre admiratorii săi.

## Biografie
Karl Emil Franzos s-a născut în apropierea orașului Czortków (Ciortkiv) din regiunea estică Podolia a Regatului Galiției și Lodomeriei. Familia lui se trăgea din evrei sefarzi spanioli care au fugit de Inchiziție în Țările de Jos și s-au stabilit mai târziu în Lorena. În 1770 străbunicul său a înființat o fabrică pentru unul dintre fiii săi în estul Galiției, care făcea parte din Monarhia Habsburgica după Prima împărțire a Poloniei în 1772. Atunci când administrația austriacă le-a cerut evreilor să adopte nume de familie, „Franzos” a devenit numele bunicului său, de la originea sa franceză, chiar dacă el se considera ca german.
Tatăl lui Franzos, Heinrich (1808–1858), a fost un medic foarte respectat în Czortków. Identitatea sa germană la acel moment avea un sens în principal lingvistic și cultural, neexistând un stat numit „Germania”, ci doar o slabă Confederație germană. El a fost atras de idealurile umaniste ale Iluminismului german așa cum au fost exprimate de Kant, Lessing și, mai ales, Schiller. Aceasta i-a adus o anumită izolare: pentru localnicii polonezi și ucraineni era german, pentru germani era evreu și pentru evrei un renegat, un deutsch. În epoca Vormärz din prima jumătate a secolului al XIX-lea, liberalismul și naționalismul au mers mână în mână și tatăl lui Franzos a fost unul dintre primii evrei care s-au alăturat unei Burschenschaft studențești al cărei ideal era un stat-națiune german, cu o constituție liberală. Este ironic faptul că în perioada în care Franzos, care împărtășea idealurile tatălui său, frecventa cursurile universității, frățiile studențești germane s-au „deiudaizat”.
Tatăl său a murit când el avea zece ani și mama lui s-a mutat în capitala bucovineană Cernăuți (Czernowitz). Multiculturalismul orășenesc reprezentativ pentru Imperiul Habsburgic i-a influențat puternic caracterul în tinerețe. Primile limbi pe care le-a vorbit au fost ucraineana și poloneza, învățate de la guvernanta lui; prima școală pe care a frecventat-o aparținea abației dominicane din Czortków, în care predarea era în limbile latină și polonă; și el a urmat, de asemenea, cursuri particulare de ebraică. În Cernăuți a urmat gimnaziul german, trecând examenul de Matura cu onoruri în 1867. În acea perioadă, familia sa o ducea greu și el a fost nevoit să se întrețină dând lecții și mai târziu, când era student, din scrierile sale. La același gimnaziu, cu 2 ani mai mici decât el, studiau și Eduard Reiss, viitorul primar al Cernăuților, respectiv Mihai Eminescu, viitorul poet național român.
I-ar fi plăcut să studieze filologia clasică cu scopul de a deveni profesor, dar nu a obținut o bursă. Evreii nu erau eligibili pentru posturile de profesori și chiar dacă el nu era religios a refuzat să se convertească ca să avanseze în carieră. Un alt motiv pentru care i s-a refuzat o bursă de studii a fost că el nu a încercat să-și ascundă vederile liberale, încercând, de exemplu, să organizeze o serbare pentru poetul liberal Ferdinand Freiligrath. A studiat dreptul la universitățile din Viena și Graz, aceste cursuri fiind mai scurte. Când a absolvit, el s-a găsit într-o situație similară: nu a vrut să devină avocat, iar un post de judecător nu era disponibil pentru un evreu.
În perioada studenției publicase o serie de articole așa că a intrat în domeniul jurnalismului și a lucrat pentru ziare și reviste pentru tot restul vieții sale, la început în Budapesta și Viena ca autor de literatură de călătorie la ziarul Neue Freie Presse. În 1877 s-a căsătorit cu Ottilie Benedikt, o rudă a editorului Moriz Benedikt. Din 1886 a trăit la Berlin, capitala Imperiului German. Franzos a salutat în 1871 unificarea Germaniei sub conducerea prusacă și a pledat pentru o Germanie Mare, care să conțină și teritoriile austriece. Mutarea sa în capitala Germaniei a fost determinată de oportunitățile de publicare mai mari de acolo, ca și de orientarea sa „germanică”. Odată cu creșterea virulenței antisemitismului în Germania el a avut dificultăți în publicarea articolelor care erau considerate prea filosemite — ceea ce era de multe ori un alt mod de a spune că nu erau „suficient de antievreiești”.

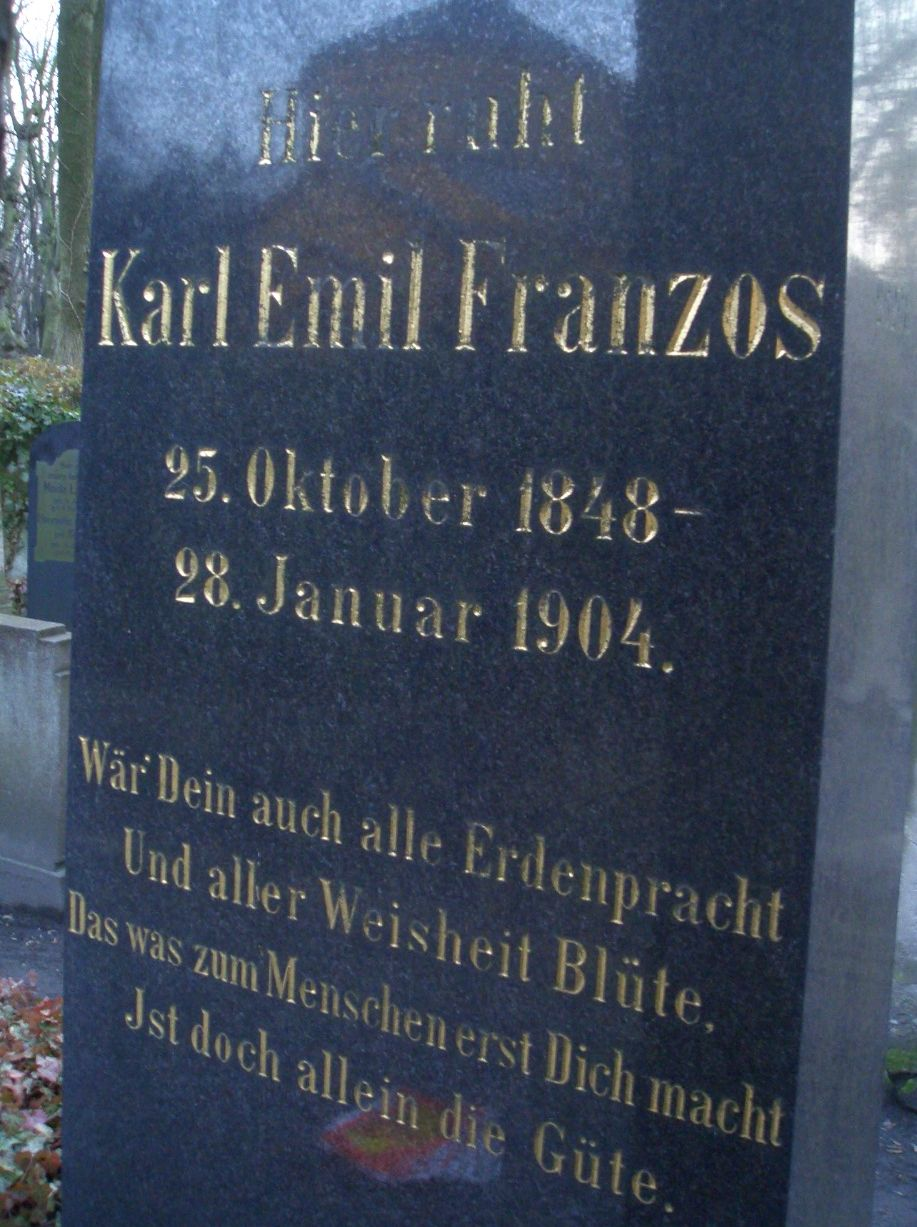
Mormânt de onoare în Cimitirul Weißensee

Supus tot mai mult atacurilor antievreiești, Franzos, care suferea de probleme cardiace, a murit la vârsta de 55 de ani în Berlin. A fost înmormântat în Cimitirul Weißensee.

## Activitatea literară
Franzos a prezentat atitudinea evreilor asimilați din secolul al XIX-lea în cea mai bună lumină. Convingerea lui că germanizarea era calea pe care evreii trebuiau să o urmeze s-a bazat pe credința sa idealistă în valorile culturii germane și arăta foarte diferit în acea vreme față de perspectiva actuală post-Holocaust. El credea, urmând exemplul lui Friedrich Schiller, că literatura ar trebui să aibă un scop etic și a reușit să exprime acest ideal printr-o serie de personaje vii care mai au încă puterea de a-l emoționa pe cititorul modern.
Galiția și Bucovina erau cele mai înapoiate și mai sărace provincii din Imperiul Austriac, așa că Franzos a considerat că promovarea germanizării va determina îmbunătățirea atât a condițiilor politice și economice de acolo, cât și a celor culturale și sociale. Evreii constituiau 12% din populație, cea mai mare proporție din orice provincie austriacă; două treimi dintre evreii austrieci trăiau în Galiția. Pe lângă faptul că era format din evrei foarte săraci, shtetl-ul promova un hasidism conservator și strict, izolându-se pe cât posibil de vecinii creștini, care procedau într-un mod similar. Evreii ortodocși săraci din est erau frecvent întâlniți în Viena, iar mulți dintre evreii occidentalizați din capitală îi priveau cu o ostilitate chiar mai mare decât îi privea populația creștină.
Rigiditatea cu care comunitățile evreiești estice respingeau influențele din exterior este tema cele mai ambițioase lucrări a lui Franzos, Der Pojaz, finalizată in anul 1893, dar publicată abia după moartea sa, în 1905. Este un mister motivul pentru care acest roman, pe care Franzos l-a considerat capodopera sa, a rămas nepublicat în timpul vieții sale. Este posibil ca el să fi crezut că imaginea critică a ghetoului ar putea fi exploatată de elementele antisemite care au devenit din ce în ce mai active în Germania în anii 1890. Relațiile dintre comunitățile de creștini și evrei se inflamează atunci când apar probleme sentimentale — Franzos se îndrăgostise în tinerețe de o fată creștină, dar a renunțat la ea din cauza barierei dintre cele două grupuri. Această problemă constituie subiectul mai multor scrieri ale sale, inclusiv două dintre cele mai bune romane, Judith Trachtenberg (1890) și Leib Weihnachtskuchen și copilul lui (1896).
Scrierile sale sunt focalizate pe relațiile între diferitele naționalități din regiune — polonezi, ucraineni, ruși, germani și evrei — și simpatiile sale se îndreaptă în mod clar către grupurile oprimate, în special țăranii ucraineni și evreii. El a insistat că nu avea prejudecăți rasiale și că atacurile sale la adresa anumitor naționalități se datorau faptului că practicau o politică de asuprire a altor naționalități:
„Am vorbit împotriva asupririi ucrainenilor și polonezilor de către ruși, dar unde polonezii au făcut același lucru, precum în Galiția, am vorbit împotriva oprimării de către ei a ucrainenilor, evreilor și germanilor.”
De asemenea, el „a vorbit” împotriva atitudinilor rigide și a practicilor religioase ortodoxe, iar aceste atacuri au fost îndreptate în principal asupra conaționalilor evrei:
„Mă ridic pentru evrei pentru că ei sunt înrobiți, dar atac sclavia pe care evreii ortodocși o impun membrilor liberali ai cultului lor.”
Printre operele sale se află:
- Aus Halb-Asien (1876)
- Land and Leute des östlichen Europas (1876)
- Die Juden von Barnow (1877)
- Junge Liebe (1878)
- Stille Geschichten (1880)
- Moschko von Parma (1880)
- Ein Kampf um's Recht (1882)
- Der President (1884)
- Judith Trachtenberg  (1890)
- Der Pojaz (1893)
- Deutsche Fahrten. Reise- und Kulturbilder. Erste Reihe: Aus Anhalt und Thüringen (1903/2. Aufl. 1905)
- Der Wahrheitsucher (1904)

## Legături externe
- Lucrări de Karl Emil Franzos la Proiectul Gutenberg
- Opere de sau despre Karl Emil Franzos la Internet Archive
- Lucrări de Karl Emil Franzos la LibriVox (cărți audio aflate în domeniul public)